# Der Literaturlehrer

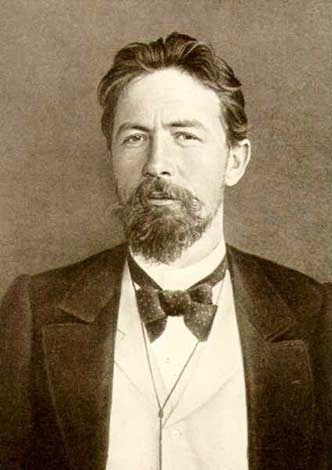
Anton Tschechow

Der Literaturlehrer (russisch Учитель словесности, Utschitel slowesnosti) ist eine Erzählung des russischen Schriftstellers Anton Tschechow, deren erstes Kapitel am 28. Oktober 1889 in der Sankt Petersburger Zeitung Nowoje wremja erschien. Das zweite Kapitel wurde ein paar Jahre später geschrieben und am 10. Juli 1894 in der Moskauer Russischen Zeitung abgedruckt.
1911 erschien der Text auf dem deutschsprachigen Markt. Das erste Kapitel wurde 1890 ins Ungarische übertragen (Kisvárosiak). Die ganze Erzählung erschien 1895 im Tschechischen (Professor literatury).

## Inhalt
In einer nicht genannten russischen Stadt: Die 18-jährige Mascha Schelestowa, Manjussja genannt, Tochter des begüterten Witwers Schelestow, wird von dem 26-jährigen Sergej Wassiljitsch Nikitin, Gymnasiallehrer für Literatur, verehrt. Die Gymnasiasten respektieren Nikitin nicht und die Frauen wollen mit ihm tanzen. Auf einer Abendgesellschaft bei den Schelestows wird Nikitin von einem älteren Literaturliebhaber aufs Glatteis geführt. Es stellt sich heraus, der junge Literaturlehrer hat sich noch nicht einmal mit der Hamburgischen Dramaturgie bekanntgemacht. Nikitin ist unzureichend besoldet. Er unterrichtet nach Schulschluss die Kinder reicher Leute privat.
Nikitin geht aufs Ganze. Er küsst Manjussja auf die Lippen. Als er beim alten Schelestow um Manjussjas Hand anhält, rät der Witwer ab. Das Mädchen und auch der Literaturlehrer seien zu jung. Trotzdem kommt die Verbindung zustande. Manjussja bringt ein zweistöckiges Haus und um die zwanzigtausend Rubel mit in die Ehe. Nikitin, die in Armut aufgewachsene Waise, sieht sich als Gewinner.
Vor seiner Hochzeit hatte Nikitin mit einem Kollegen, dem ebenfalls ledigen Geschichts- und Geographielehrer Ippolit Ippolitytsch Ryshizki, die bescheidene Wohnung geteilt. Als der Kollege an einer Gesichtsrose erkrankt und stirbt, erkennt Nikitin, vollkommen glücklich ist er eigentlich nicht. Es liegt nicht an den störenden Hunden und Katzen, die seine Frau mit in die Ehe gebracht hat. Er sehnt sich vielmehr nach der anderen Welt; will „in einer Fabrik ... arbeiten, von einem Katheder herab sprechen, Aufsätze verfassen, publizieren, Aufsehen erregen, müde werden, leiden ...“ Von den Schelestows will er nichts mehr wissen, schließt sich in seinem Zimmer ein und schreibt in sein Tagebuch: „Nichts ist ... langweiliger als Banalität. Nur fliehen, heute noch von hier fliehen, sonst werde ich verrückt!“

## Selbstzeugnis
Anton Tschechow am 12. November 1889: „Ich hatte vor, sie [die Erzählung] so zu beenden, daß an meinen Helden kein guter Faden mehr bleibt, aber der Teufel ritt mich, sie meinen Angehörigen vorzulesen, und alle flehten mich an: Schone sie, schone sie! Ich schonte meine Helden, daher ist die Erzählung so unbefriedigend.“

## Deutschsprachige Ausgaben
- Der Literaturlehrer. Erzählung. Gelesen von Julian Mehne. Aus dem Russischen von Ada Knipper und Gerhard Dick. Daun 2009, Radioropa Hörbuch. 1 CD, ISBN 978-3-8368-0410-3[6]

### Verwendete Ausgabe
- Der Literaturlehrer. Aus dem Russischen übersetzt von Ada Knipper und Gerhard Dick, S. 411–437 in: Anton Tschechow: Weiberwirtschaft. Meistererzählungen, Band aus: Gerhard Dick (Hrsg.), Wolf Düwel (Hrsg.): Anton Tschechow: Gesammelte Werke in Einzelbänden. 582 Seiten. Rütten & Loening, Berlin 1966 (1. Aufl.)